# Regina Häusl
Regina Häusl (* 17. Dezember 1973 in Bad Reichenhall) ist eine ehemalige deutsche Skirennläuferin.

## Biografie
Im Jahr 1992 wurde die 1,67 Meter große Schneizlreutherin Häusl im Riesenslalom und im Super-G Juniorenweltmeisterin. Im Weltcup gewann sie in der Saison 1992/93 einen Abfahrtslauf in Cortina d’Ampezzo und wurde Dritte beim Super G in Lake Louise. Der Höhepunkt der Karriere der Bundesgrenzschutzangestellten Häusl war der Gewinn des Abfahrtsweltcups 2000, was sie ohne Einzelsieg, aber dank einer auf hohem Niveau stehenden Saisonleistung schaffte (fünfmal Rang 2, dazu weitere 4 Top-Ten-Plätze). Ihr Gesamtsieg beim Finale in Bormio am 15. März 2000 war allerdings von einem Sturz nach der Zieldurchfahrt überschattet, bei dem sie sich den rechten Unterschenkel (Schien- und Wadenbein) brach. Nach einem erneuten Kreuzbandriss im Februar 2005 beendete sie ihre Karriere. Am 4. Mai 2013 heiratete sie den DSV-Trainer und Berufsschullehrer Frank Leins.

## Erfolge

### Olympische Spiele
- Nagano 1998: 4. Super-G, 30. Riesenslalom
- Salt Lake City 2002: 10. Abfahrt

### Weltmeisterschaften
- Morioka 1993: 10. Super-G, 32. Abfahrt
- Sierra Nevada 1996: 13. Super-G, 24. Abfahrt
- Sestriere 1997: 11. Abfahrt
- Vail/Beaver Creek 1999: 5. Abfahrt, 13. Super-G
- St. Moritz 2003: 16. Abfahrt, 29. Super-G

### Weltcupwertungen
Regina Häusl gewann einmal die Disziplinenwertung in der Abfahrt.
| Saison  | Gesamt | Gesamt | Abfahrt | Abfahrt | Super-G | Super-G | Riesenslalom | Riesenslalom | Kombination | Kombination |
| Saison  | Platz  | Punkte | Platz   | Punkte  | Platz   | Punkte  | Platz        | Punkte       | Platz       | Punkte      |
| ------- | ------ | ------ | ------- | ------- | ------- | ------- | ------------ | ------------ | ----------- | ----------- |
| 1991/92 | 20.    | 357    | 16.     | 161     | 18.     | 114     | –            | –            | 5.          | 82          |
| 1992/93 | 10.    | 553    | 2.      | 323     | 8.      | 181     | 36.          | 29           | 21.         | 20          |
| 1993/94 | 45.    | 166    | 13.     | 120     | 34.     | 31      | 50.          | 7            | 32.         | 8           |
| 1994/95 | 56.    | 112    | 33.     | 34      | 28.     | 63      | –            | –            | 16.         | 15          |
| 1995/96 | 53.    | 122    | 27.     | 73      | 24.     | 49      | –            | –            | –           | –           |
| 1996/97 | 26.    | 260    | 14.     | 150     | 16.     | 110     | –            | –            | –           | –           |
| 1997/98 | 21.    | 292    | 19.     | 81      | 6.      | 204     | –            | –            | –           | –           |
| 1998/99 | 13.    | 533    | 6.      | 330     | 10.     | 203     | –            | –            | –           | –           |
| 1999/00 | 13.    | 615    | 1.      | 529     | 20.     | 86      | –            | –            | –           | –           |
| 2001/02 | 66.    | 103    | 21.     | 102     | 46.     | 1       | –            | –            | –           | –           |
| 2002/03 | 55.    | 113    | 21.     | 78      | 32.     | 35      | –            | –            | –           | –           |
| 2003/04 | 72.    | 59     | 31.     | 43      | 46.     | 16      | –            | –            | –           | –           |
| 2004/05 | 115.   | 4      | 53.     | 4       | –       | –       | –            | –            | –           | –           |

### Weltcupsiege
Häusl errang insgesamt 13 Podestplätze, davon 1 Sieg:
| Datum          | Ort               | Land    | Disziplin |
| -------------- | ----------------- | ------- | --------- |
| 9. Januar 1993 | Cortina d’Ampezzo | Italien | Abfahrt   |

### Juniorenweltmeisterschaften
- Zinal 1990: 8. Super-G
- Geilo/Hemsedal 1991: 6. Abfahrt
- Maribor 1992: 1. Super-G, 1. Riesenslalom, 24. Slalom

### Weitere Erfolge
- 5 deutsche Meistertitel (Abfahrt 1996, 1998 und 1999, Super-G 1996 und 1999)